# Carl Gustaf Larson
Carl Gustaf Larson, född 15 november 1841 i Valbo socken, Gävleborgs län, död 7 april 1912 på Kyleberg i Svanshals församling, Östergötlands län, var en svensk bergsman och uppfinnare.
Larson, som var son till rättaren och arrendatorn Lars Olsson och Johanna Charlotta Ramberg, var timmermätare vid Högbo bruk 1857–1859. Han skötte där blåsbälgen då första användbara bessemerstålet framställdes under ledning av Göran Fredrik Göransson. Larson var smidesbokhållare vid Gullgruva järnverk 1859–1862, vid Högbo Stål- och Jernverks AB 1862–1866, assistent vid Fredshammars järnbruk i Orsa 1866–1868. Vid Backa masugn i Orsa uppförde Larsson ett 1868 startat bessemerverk med engelska stjälpugnar och vid vilket han som driftschef eldade med masugnsgas enligt egen patenterat metod. Under denna uppförde han även bessemerverk i Grangärde 1870 och Svärdsjö 1871. Han var därefter verkmästare och föreståndare för hamrar och valsverk vid Sandvikens Jernverks AB 1872–1906.  År 1880 infördes där valsning av strips (band) enligt Larsons metod och under 1890-talet lyckades han även att utveckla en metod för framställning sömlösa rör, vilka främst användes som ångpannetuber. Han erhöll patent på denna metod, vilken även efterfrågades utomlands. Larson var styrelseledamot i Hallstahammars AB 1890–1893.